# Haaksbergse Sport Club 1921
L'Haaksbergse Sport Club 1921, comunemente noto come HSC '21 è una società calcistica olandese con sede ad Haaksbergen.

## Storia
L'Haaksbergse Sport Club 1921 fu fondato nel 1921. Attualmente partecipa alla Hofdklasse, non essendo riuscito a qualificarsi per la nuova terza serie olandese, la Topklasse.

## Stadio
L'HSC'21 disputa le sue partite casalinghe allo stadio Groot Scholtenhagen, che può contenere 4500 spettatori.

## Colori
I colori dell'Haaksbergse Sport Club 1921 sono il bianco e il verde